# Petrovina Turopoljska
 Petrovina Turopoljska  falu Horvátországban Zágráb megyében. Közigazgatásilag Velika Goricához tartozik.

## Fekvése
Zágráb központjától 14 km-re délre, községközpontjától 4 km-re délnyugatra a Túrmező síkságán, a Száva-Odra csatorna mellett fekszik.

## Története
A régészeti leletek tanúsága szerint már a római korban lakott volt ez a vidék. Ezt igazolja az a mindkét oldalán feliratos, a Domitianus császár idejében élt Lucius Funisulanus Vettonianus emlékére készített márványtábla, amit a 18. század közepén találtak a település határában. A tábla a feltételezések szerint a közeli Andautonia római településről származik és másodlagosan volt beépítve az itteni templom falába. A tábla ma a zágrábi régészeti múzeumban található. Határából a 20. század elején feltárt óhorvát sírok kerültek elő, melyeket a 800 körüli időre kelteznek. A temetkezés módja még az itteni lakosság pogány szokásaira utal. A 16. században az Orsich család szerzett itt birtokot, valamint a Petrichevich családnak voltak itt birtokai.
1857-ben 68, 1910-ben 110 lakosa volt. Trianon előtt Zágráb vármegye Nagygoricai járásához tartozott.  2001-ben 507 lakosa volt.

## Lakosság
| Lakosság változása | Lakosság változása | Lakosság változása | Lakosság változása | Lakosság változása | Lakosság változása | Lakosság változása | Lakosság változása | Lakosság változása | Lakosság változása | Lakosság változása | Lakosság változása | Lakosság változása | Lakosság változása | Lakosság változása |
| ------------------ | ------------------ | ------------------ | ------------------ | ------------------ | ------------------ | ------------------ | ------------------ | ------------------ | ------------------ | ------------------ | ------------------ | ------------------ | ------------------ | ------------------ |
| 1857               | 1869               | 1880               | 1890               | 1900               | 1910               | 1921               | 1931               | 1948               | 1953               | 1961               | 1971               | 1981               | 1991               | 2001               |
| 68                 | 75                 | 73                 | 101                | 94                 | 110                | 128                | 137                | 160                | 161                | 214                | 181                | 165                | 290                | 507                |

## Nevezetességei
Mihály arkangyal tiszteletére szentelt temploma.

## Külső hivatkozások
- Velika Gorica hivatalos oldala
- Velika Gorica turisztikai egyesületének honlapja
- A Túrmező honlapja